# 코멘다

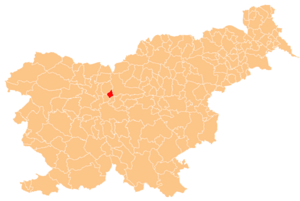
코멘다의 위치

코멘다(슬로베니아어: Komenda)는 슬로베니아의 도시로 면적은 24.1km2, 높이는 347m, 인구는 4,451명(2002년 기준), 인구 밀도는 184.7명/km2이다.